# Pietralata
Pietralata er en spillefilm fra 2008, skrevet og instrueret af den italienske instruktør Gianni Leacche.
Filmen handler om en protestaktion mod den moderne filmindustri. Den blev optaget i 2007 i bydelen Pietralata i den østlige del af Rom.